# VR戰警2
《VR戰警2》是由世嘉於1995年所開發的第一人稱射擊光線槍遊戲，遊戲是《VR戰警》的續集。在2003年《VR戰警2》的续作《VR戰警3》发售。

## 劇情
在前作《VR戰警》中，麥克・哈帝（Michael Hardy）及傑米・庫魯斯（James Cools）將EVL犯罪集團瓦解，三大首領被捕，而頭目喬・范格也相信於直昇機爆炸中喪生（他的屍首並沒有尋回）。當集團瓦解後，匪徒將一切活動改為在VR城（Virtua City）中進行，而且只是地下活動。
看來EVL已瓦解並衰落，因為其他的首領不是在各地藏身，就是沒策劃活動，但警方的推斷錯了。
有一天VR銀行的副經理被暗殺，官方卻認為他是意外死亡，不過警方懷疑是EVL的殘餘勢力所為。後來在城內的一家銀行被行劫，而一處工地也被襲擊，看來EVL是東山再起。

## 操作
《VR戰警2》的玩法大致上與前作《VR戰警》是相同的，但追加新女警潔妮特・馬修爾(ジャネット・マーシャル)可供操作，不過玩家於中途選擇不同分歧路線，不過最後都會於同一地方匯合對抗BOSS。另外《VR戰警2》新加一關，新關卡必須要完成所有關卡，解決第三關（Railline Shootout）BOSS（加里・布拉德利）才能進入最終關。

### 關卡
游戏共有四个关卡：
- Beginner - Big Chase：有銀行被鮑勃率領的強盜團行劫，與匪徒交火時，匪徒趁機逃亡，玩家要乘車進行大追捕。此關卡是銀行﹑城市及貨運中心，BOSS為鮑勃・路易斯(Bobbie・Louise)，通稱公牛，是行劫銀行的策劃者，手持火焰噴射器，而同時間也不斷扔下鐵筒（差不多即將被擊敗時會扔下貨車）。
- Medium - Save the Mayor：VR城的市長被綁架，玩家需要進入郵輪拯救他。此關卡是在郵輪碼頭，BOSS為航空飛行兵(Aero-Divers)，共五人組成的新EVL精英隊伍並裝備飛行背包，只知其雇主是喬・范格外無人知道他們的背景，他們會不斷飛行，同時發射榴彈。不同的地方選擇攻打BOSS的地方會有所不同，如果是艦橋(Bridge)，會在郵輪駕駛室攻打BOSS，選擇One Deck則在游泳池。
- Expert - Railline Shootout：此關卡在地鐵站及工廠（實際是EVL地下總部），BOSS為加里・布拉德利(Garse Bradley)，他駕駛著坦克。
- 最終關 - Stop the airship bomb：此關卡只有面對最終BOSS，就是喬・范格，使EVL重生的幕後黑手，使用榴彈砲作為武器並裝備飛行背包，攻擊方法與Aero-Divers相似。

## 外部連結
- VR戰警2於Killer List of Videogames網站 （页面存档备份，存于）（英文）
- VR戰警2於MobyGames網站 （页面存档备份，存于）（英文）
- VR戰警2影片 （页面存档备份，存于）